# Linh dương nam Phi
Linh dương nam Phi (danh pháp hai phần: Cephalophus dorsalis) là một loài linh dương trong phân họ Cephalophinae, họ Bovidae, bộ Artiodactyla. Loài này sinh sống tại rừng rậm trải dài từ Gabon, miền nam Cameroon đến miền bắc Congo, cũng như các nước Sierra Leone, Liberia, và nhiều nơi phía nam Bờ Biển Ngà, Ghana và Bénin. Loài này cũng từng được xem là phân loài của Linh dương trung Phi.